# Annual Review of Biomedical Engineering
Annual Review of Biomedical Engineering (Revisión anual de la ingeniería biomédica ) es una revista académica publicada por Annual Reviews . En publicación desde 1999, esta revista cubre los avances significativos en el amplio campo de la ingeniería biomédica con un volumen anual de artículos de revisión . Está editado por Martin L. Yarmush y Mehmet Toner . A partir de 2021, Journal Citation Reports le dio a la revista un factor de impacto de 9.590, ubicándola en el noveno lugar entre 90 revistas en la categoría "Ingeniería biomédica".  A partir de 2021, la Revisión anual de ingeniería biomédica se publica como acceso abierto, bajo el modelo Subscribe to Open. 

## Alcance e indexación
Annual Review of Biomedical Engineering  define su alcance como la cobertura de desarrollos significativos relevantes para la ingeniería biomédica . Los subcampos incluidos son biomecánica; biomateriales; genómica computacional; proteómica; ingeniería sanitaria, bioquímica  de tejidos, biomonitoreo, e imágenes médicas. Está resumida e indexada en Scopus , Science Citation Index Expanded, MEDLINE, EMBASE, Inspec y Academic Search, entre otros.

## Métricas de revista
2023
- Web of Science Group : 9.56
- Índice h de Google Scholar:140
- Scopus: 11.568